# Via Crucis (Benissanet)
El Via Crucis de Benissanet és una obra de Benissanet (Ribera d'Ebre) inclosa a l'Inventari del Patrimoni Arquitectònic de Catalunya.

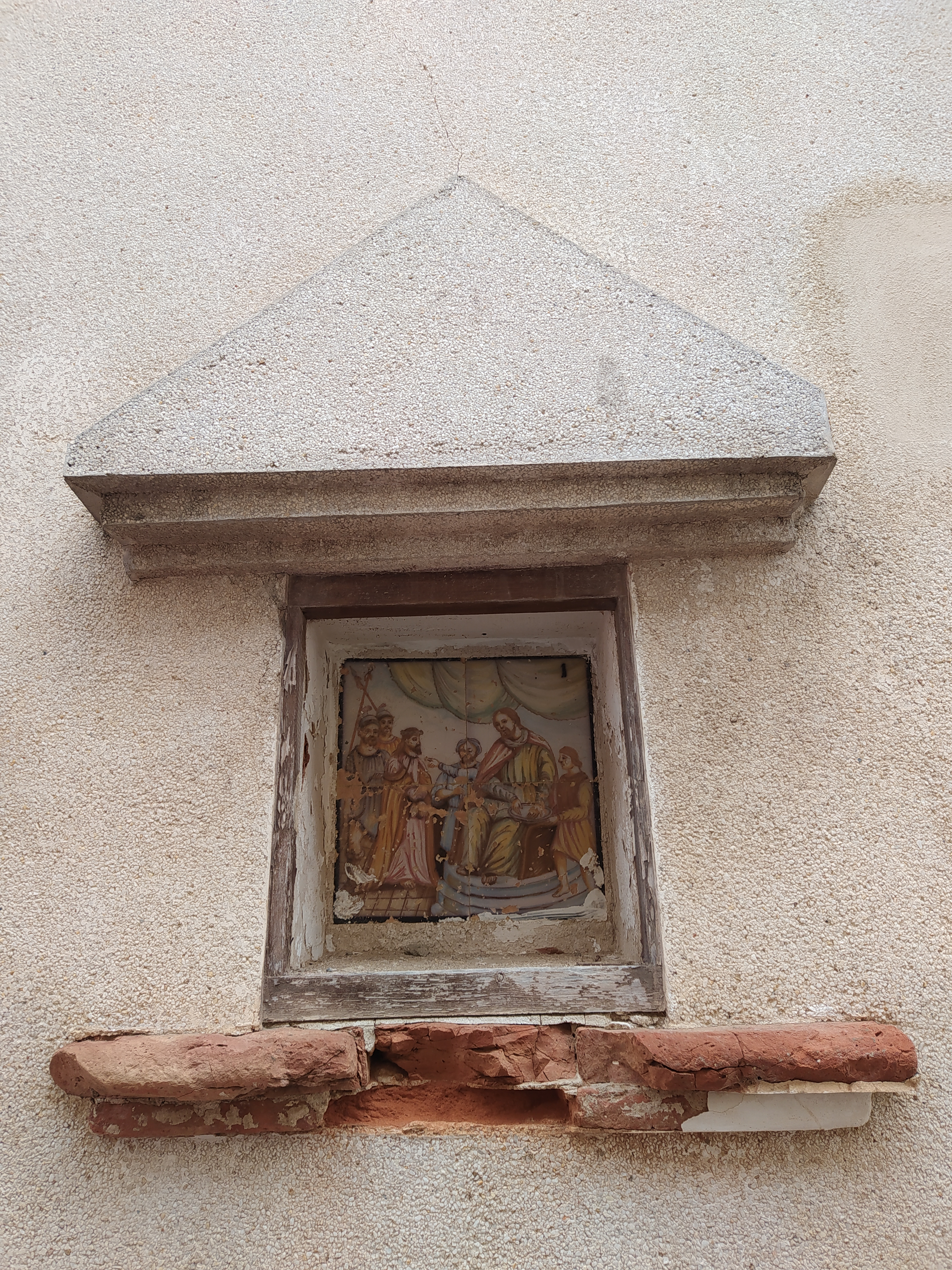
Via Crucis al Carrer del Calvari, 2

Es tracta d'una sèrie de rajoles policromades situades dins del nucli urbà de la població de Benissanet, a les façanes d'alguns dels edificis del traçat comprès entre la plaça Catalunya i el cementiri, pel carrer del Calvari. Els templets i mosaics del Viacrucis es van destruir durant la Guerra Civil el 1936.

## Descripció
Les rajoles fan referència a les estacions del Via Crucis mitjançant imatges figuratives corresponents a la passió de Jesucrist, des del moment de la seva detenció fins a la seva crucifixió i sepultura. S'han conservat un total de quatre d'aquestes "estacions", situades als números 2, 8 i 54 del carrer del Calvari. Només una d'elles conserva el templet original on anaven inserides, la casa de la Travessia del Calvari, 1, tot i que l'estació està situada a la façana del mateix carrer que les anteriors. Cada plafó està format per quatre rajoles adossades i, a l'extrem superior, presenten el número de cada estació. En concret es conserven els números 1, 2, 3 i 6. Els plafons anaven inserits dins d'una fornícula quadrada que presentava un ampit de maons motllurat i una coberta piramidal arrebossada, amb ràfec fet de maons. Els plafons situats als números 2 i 8 presenten els templets restituïts.